# Wigan
Wigan város Angliában, Manchester közelében. Lakosainak száma: 81 203 (2001). Magyarországon főleg labdarúgócsapatáról, a Wigan Athletic FC-ről nevezetes.

## Fekvése
Wigan kb. egyenlő távolságra helyezkedik el Manchestertől, Prestontól és Liverpooltól.

### Környező települések
- Leigh, St Helens, Bolton, Chorley és Warrington.

## Gazdasági élete
- H. J. Heinz Company, konzervgyár
- JJB Sports, országos sportruházati kiskereskedelmi hálózat
- Wm Santus and Co, élelmiszergyár (Uncle Joe's Mint Balls).
- Thomas Beecham rövid ideig itt árusította tablettáját, mielőtt St Helensben megalapította cégét, a világ jelenlegi egyik legnagyobb gyógyszergyárát (GlaxoSmithKline)

## Sport
- Wigan Warriors (rögbi)
- Wigan Athletic FC (labdarúgás).

## Híres emberek

### Művészek
- The Verve együttes
- Kay Burley, TV bemondó
- George Formby, komikus]
- Stuart Maconie, újságíró
- Sir Ian McKellen, színész
- Jennifer Moss, színésznő
- Eva Pope, színésznő
- Frank Randle, komikus
- Davinia Taylor, színésznő
- Jennifer James, színésznő
- Ashley Slanina-Davies, színésznő
- Kathryn Drysdale, színésznő

### Üzletemberek
- David Whelan, üzletember, Wigan Warriors, Wigan Athletic és a JJB Sports tulajdonosa

### Híres sportolók
- Thomas Billington, profi birkózó. Ismertebb nevén The Dynamite Kid. Két bajnoki cím birtokosa
- Billy Boston, a rögbi liga Hírességek Csarnokának tagja
- Shaun Edwards, rögbi liga játékos
- Andrew Farrell, korábbi nagybritanniai rögbi liga kapitány és Wigan Warriors kapitány
- Sean Long, rögbi liga játékos, jelenleg a St. Helens RLFC játékosa
- Frank Richards, testépítő, Mr Universe győztes 1970-ben, Mr World győztes 1969-ben, Mr Britain győztes 1969-ben, Mr Olympia legjobb 10 tagja 1985-ben
- Peter Atherton, korábbi Premiership labdarúgó
- Lee Croft, korábbi Manchester City labdarúgó, jelenleg a Norwich City-nél
- Andy Griffin, korábbi Newcastle labdarúgó, jelenleg a Stoke City-nél
- Leon Osman, az Everton labdarúgója
- Danny Wilson, labdarúgó és edző
- Danny Sonner, wigani születésű északír válogatott labdarúgó
- Angus Fraser, korábbi angol válogatott és Lancashire-i krikettjátékos
- Jim Sullivan, korábbi Wigan Rögbi Liga játékos

## Külső hivatkozások
- The Leeds Liverpool Canal in Wigan www.towpathtreks.co.uk
- Online borough guide
- wigantoday – Wigan Observer, Wigan Recorder, Wigan Evening Post
- Wigan World
- The Wigan Archaeological Society